# 圣乔治 (摩泽尔省)
圣乔治（法語：Saint-Georges，法語發音：[sɛ̃ ʒɔʁʒ] ⓘ；洛林语：Saint Jouonh）是法国摩泽尔省的一个市镇，位于该省东南部，属于萨尔堡-萨兰堡区。同名市镇在法国多地均有出现。

## 地理
圣乔治（48°39'28"N, 6°55'44"E）面积8.1 平方千米，位于法国大東部大區摩泽尔省，该省份为法国东北部内陆省份，是洛林的一部分，西南接默尔特-摩泽尔省，东临下莱茵省，北与卢森堡和德国接壤。
与圣乔治接壤的市镇（或旧市镇、城区）包括：阿斯帕克、贡德雷克桑日、阿蒂尼、伊比尼、朗当日、里什瓦勒。

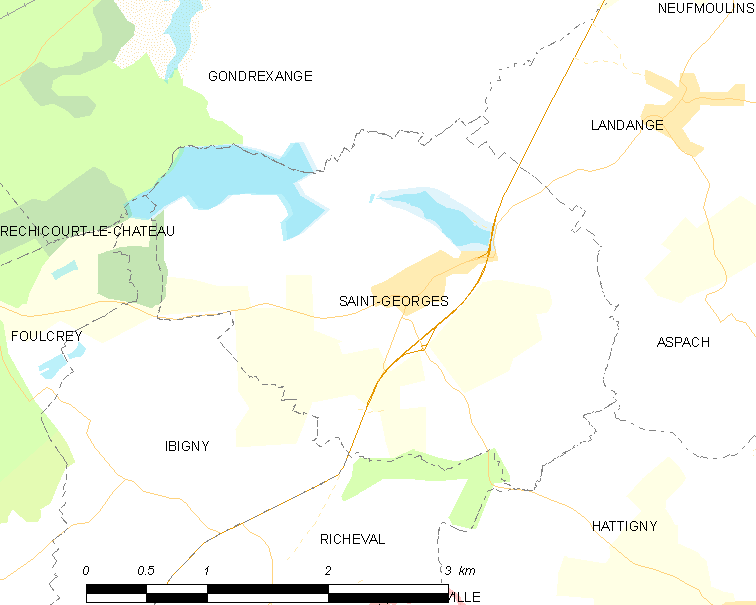
的OSM定位图

圣乔治的时区为UTC+01:00、UTC+02:00（夏令时）。

## 行政
圣乔治的邮政编码为57830，INSEE市镇编码为57611。

## 政治
圣乔治所属的省级选区为萨尔堡县。

## 人口

1962-2008年间人口变化图示

圣乔治于2022年1月1日时的人口数量为192人。